# 掌璽大臣
掌璽大臣（英語：Lord Keeper of the Privy Seal），在國務重臣（Great Officers of State）中位列第五，在樞密院議長之下，但在掌禮大臣（Lord Great Chamberlain）之上。此職並無特定負責事務，是英國的閑職之一。掌璽大臣起初負責君主的御璽（與國璽相對，國璽由大法官負責）。出任此職者，往往同時是內閣閣員。
掌璽大臣是英國政府最古老的職位之一，在今日已無特定功能。此職的用途類似于不管部大臣。二次大戰結束后，出任掌璽大臣者通常兼任上議院領袖（Leader of the House of Lords）或下議院領袖。
愛德華一世在位期間，私璽由掌袍大臣（Keeper of the Wardrobe）負責。

## 職位評價
因文字游戏，掌玺大臣（Lord Keeper of the Privy Seal）成为笑話題材。Privy在中古英語指廁所，Seal除了印信还有海豹的意思。

### 例子
- 前任英國首相溫斯頓·邱吉爾在上廁所時，一名助手靠著廁所門，然後說：「首相，掌璽大臣求見」。邱吉爾答：「給爵爺回話，我現在上廁所，每次只可以應付一坨大便。」（Tell His Lordship: I'm sealed on The Privy and can only deal with one shit at a time）。[2]
- 歐內斯特·貝文在擔任掌璽大臣時曾說：「我既不是勳爵，也不是廁所，更不是海豹」。
- 1960年代電視節目《弗羅斯特報告》（The Frost Report）在一則惡搞新聞節目中提及掌璽大臣時，快速地在螢光幕中顯示一名勳爵、一個廁所和一隻海豹的相片。從此以後，英國電視界流行一則術語：當有人覺得某段視像時使用過多資料片段來描述事件或人物，他會說「有點兒掌璽大臣」了（A Bit Lord Privy Seal）。[3]

## 來源
1. ↑  Sayers, Jane.  (PDF).   [2012-01-03]. （原始内容存档 (PDF)于2020-09-27）.
2. ↑  . Goodreads.   [2013-12-16]. （原始内容存档于2021-02-05）.
3. ↑  . English!nfo.   [2013-12-16]. （原始内容存档于2013-12-16）.